# Calanda Broncos
Calanda Broncos (español: Caballos salvajes de Calanda) es un equipo de fútbol americano de Coira, Cantón de los Grisones (Suiza).

## Historia
El equipo fue fundado en 1991 como Landquart Broncos, pero cambiaron de nombre el 13 de diciembre de 2008 al actual. Calanda es una montaña al noroeste de Coira. El cambio de nombre se suscitó al pasar el equipo de jugar sus partidos desde el distrito de Landquart al distrito de Plessur, pero sin renunciar a ser el equipo representativo de toda la región, por lo que se eligió el nombre de una montaña significativa de la zona.
En 2003 logró el campeonato de liga suizo, al ganar en el Swiss Bowl a Basel Gladiators por 24-22, repitiendo título en 2009, 2010 y 2011. En 2010 ganó la Copa de la EFAF, venciendo en la final a Carlstad Crusaders por 17-3, y en 2012 la Liga Europea de Fútbol Americano, al vencer a Vienna Vikings por 27-14.